# Caupolicana yarrowi
Caupolicana yarrowi es una especie de himenóptero de la familia Colletidae. Se encuentra en Centroamérica y Norteamérica.